# Ernst Grohne

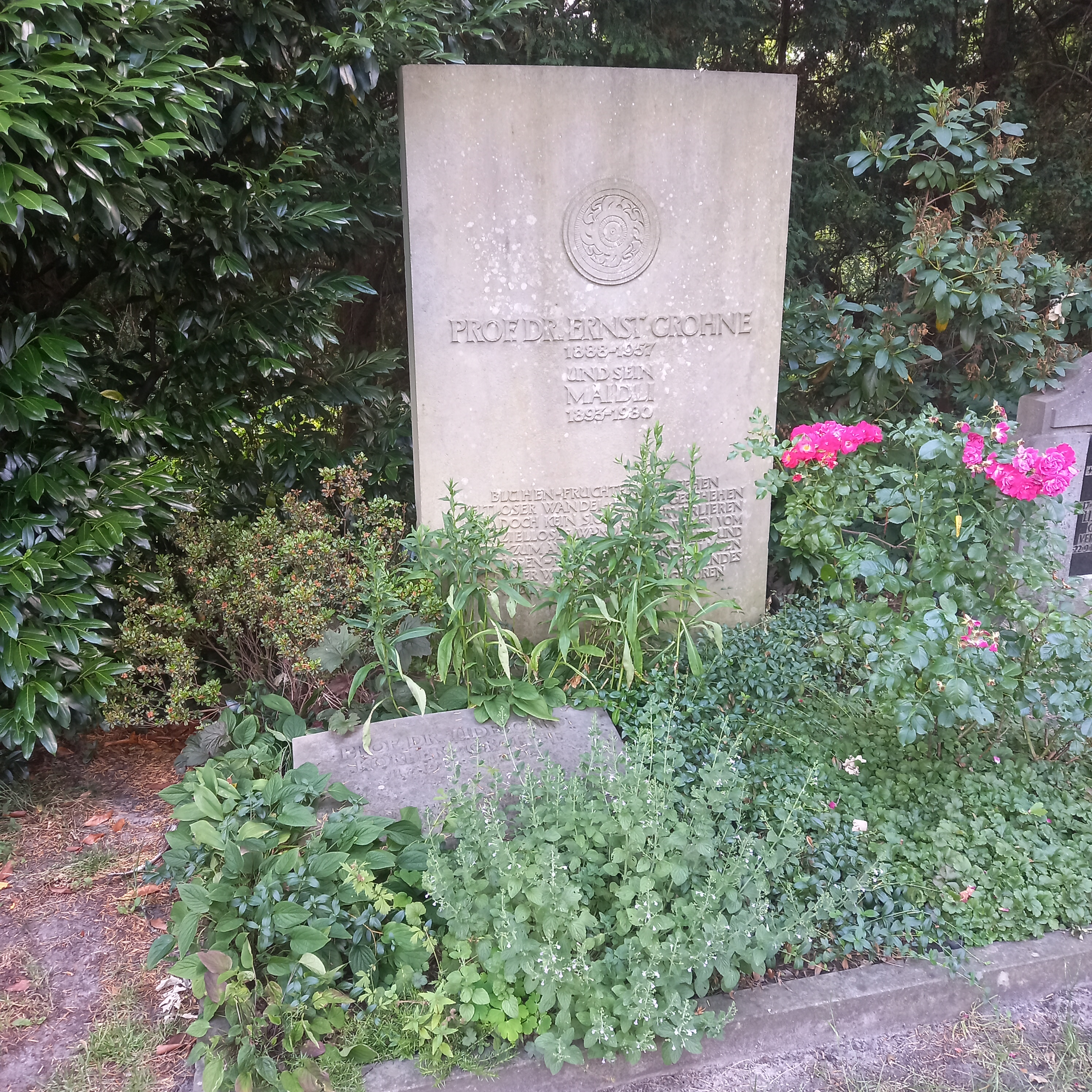
Das Grab von Ernst Grohne und seiner Ehefrau Maidli auf dem Riensberger Friedhof in Bremen

Ernst Grohne (* 14. März 1888 in Eiterfeld bei Hünfeld; † 24. September 1957 in Fulda) war ein deutscher Museumsdirektor des Focke-Museums in Bremen.

## Biografie

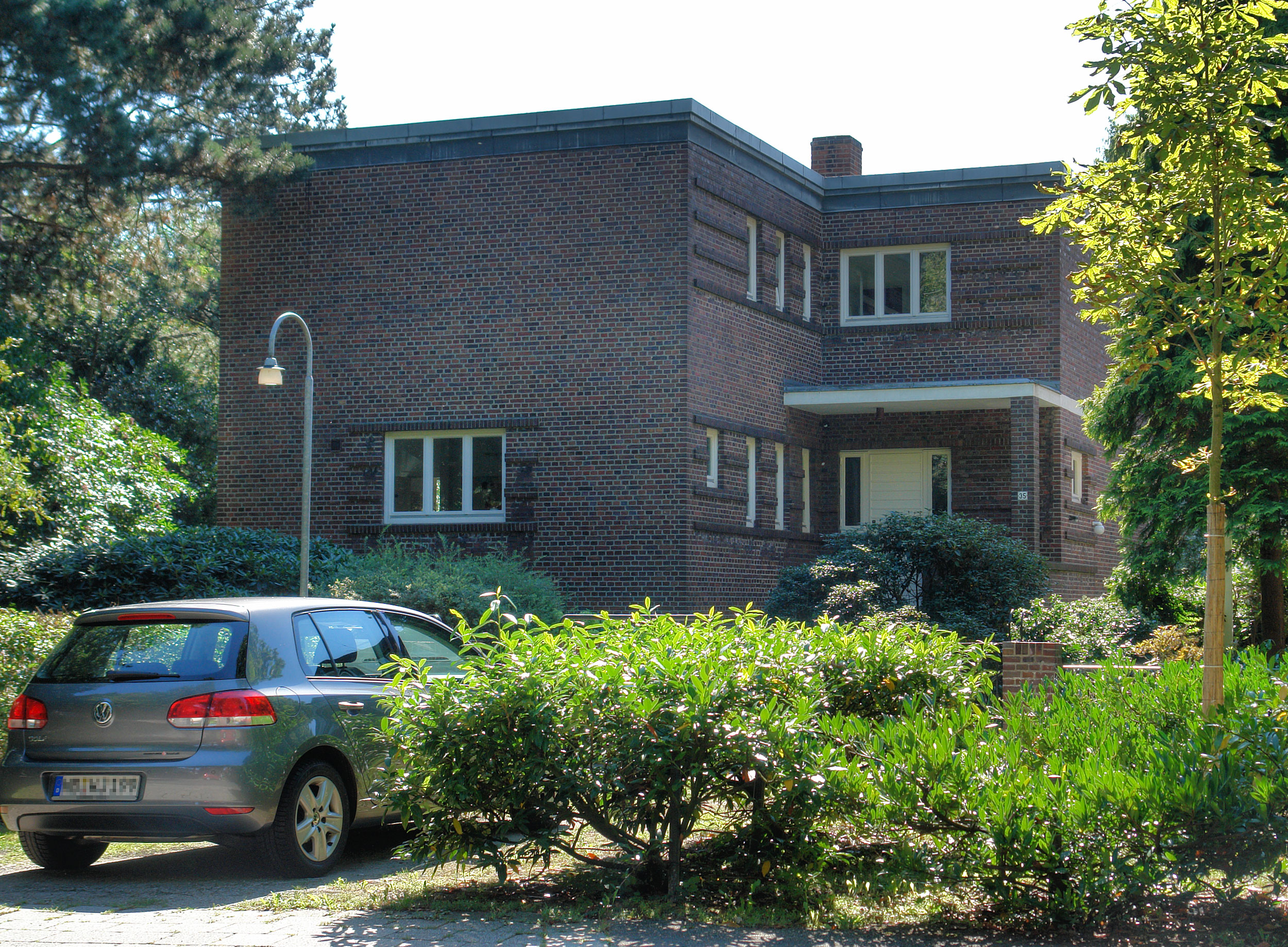
Haus Grohne, Friedrich-Mißler-Straße 35

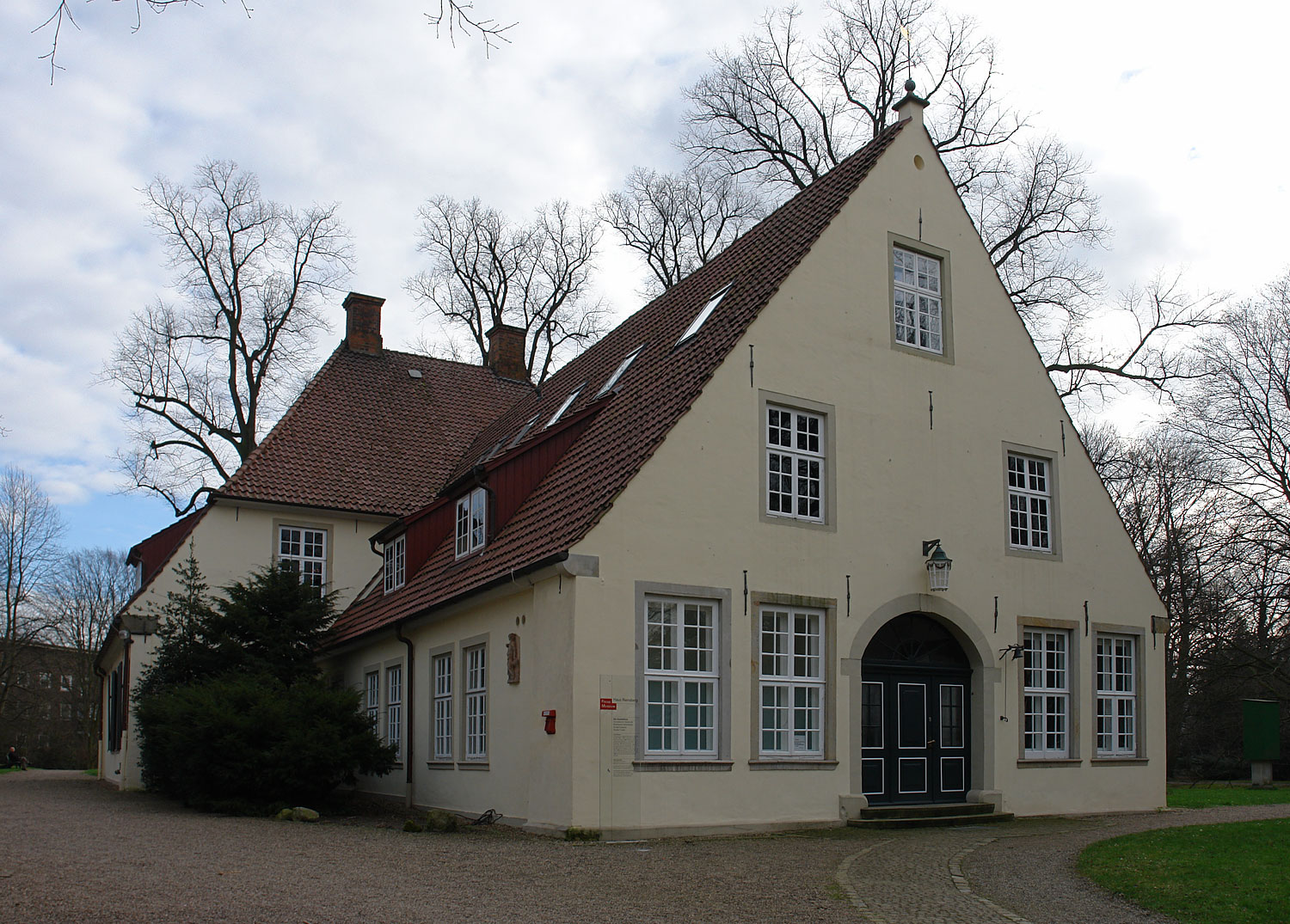
Haus Riensberg, Teil des Focke-Museum

Grohne war der Sohn eines Richters. Er wuchs in Witzenhausen auf, besuchte das Gymnasium in Hann. Münden und studierte Geschichte, Sprachwissenschaften und Geographie an der Universität Tübingen und der Universität Göttingen. Er promovierte zum Dr. phil. in Göttingen. Er wirkte zunächst auf dem Gebiet der Volkskunde, dann erweiterte er sein Studium auf die Gebiete Kunst- und Vorgeschichte. 1914 wurde er Assistent von Otto Lauffer am Museum für Hamburgische Geschichte. Im Ersten Weltkrieg war er Soldat. 1923 begründete er die Niederdeutsche Zeitschrift für Volkskunde.
1924 erfolgte seine Ernennung zum Direktor des Gewerbe- und des Historischen Museums in Bremen, das seit 1918 „Focke-Museum für bremische Altertümer“ genannt wurde. Er vollendete die 1922 eingeleitete Eingliederung des Gewerbemuseums in das Focke-Museum und gestaltete bis 1927 das Museum neu im ehemaligen Altenheim an der Großenstraße. Er hatte einen guten Ruf als Fachmann für Vorgeschichte, Volkskunde, Kunst- und Kulturgeschichte. Er forschte im Bereich der Wurten und führte die Ausgrabungen des Mahndorfer Gräberfeldes an der Mahndorfer Düne durch.  1927/28 entstand für ihn nach Plänen des Architekten Ernst Becker das moderne Haus Grohne. 1933 wurde ihm auch die Aufgabe des Denkmalpflegers übertragen. Er lehrte daneben an der Nordischen Kunsthochschule.
Im Zweiten Weltkrieg gelang es ihm die Bestände des Museums u. a. durch Auslagerungen zu retten; das Museumsgebäude wurde jedoch zerstört.
Grohne betrieb den Neubeginn des Museums in einem Haus in Bremen-Riensberg, das er auch ab 1945 bewohnte. Dann wurde die Museumsscheune in der Nachbarschaft gebaut. 1953 wurde das Focke-Museum im Hauptgebäude eines Gutes aus dem 18. Jahrhundert eingerichtet. Grohne gab die Jahresschriften des Focke-Museums heraus. Die Planungen für den ersten Neubau eines Landesmuseums von 1959 hat er begleitet. Ihm folgte 1953 als Landesdenkmalpfleger und Museumsdirektor Dr. Werner Kloos. 1953, bei seiner Pensionierung, verlieh der Senat ihm den Titel Professor.
Der Ernst-Grohne-Weg beim Focke-Museum in Schwachhausen trägt seinen Namen.

## Werke (Auswahl)
- Altbremischer Kunstwerke Schicksal und Verlust. Bremen 1928.
- Bremische Boden- und Baggerfunde. In: Jahresschrift des Focke-Museums 1929. S. 44–102.
- Volkskundliches aus dem alten Bremen. In: Niederdeutsche Zeitschrift für Volkskunde. 11, 1933.
- Die bremischen Truhen mit reformatorischen Darstellungen und der Ursprung ihrer Motive. Bremen 1936, S. 68–80 [Maiengrün, Brautkrone, Trinksitten, Hausnamen]
- Wurtenforschungen im Bremer Gebiet. In: Jahresschrift des Focke-Museums 1938. Bremen 1938.
- Tongefäße in Bremen seit dem Mittelalter. In: Jahresschrift des Focke-Museums 1940. Bremen 1940.
- Das Bauernhaus im Bremer Gebiet. In: Jahresschrift des Focke-Museums 1941. Bremen 1941
- Mahndorf. Frühgeschichte des Bremer Raumes. Bremen 1953.
- Alte Kostbarkeiten aus dem bremischen Kulturbereich. Bremen 1956.